# Maikäfer flieg!
Maikäfer, flieg! Mein Vater, das Kriegsende, Cohn und ich ist ein autobiografischer Roman von Christine Nöstlinger. Der Titel des Kinder- und Jugendbuches lehnt sich an das bekannte Volkslied Maikäfer flieg an. Der Roman erschien 1973 und spielt am Ende des Zweiten Weltkrieges und in der Nachkriegszeit in Wien. Er wurde ins Englische, Spanische, Niederländische, Schwedische, Norwegische und Finnische übersetzt. 2016 hatte die Verfilmung des Buches unter der Regie von Mirjam Unger bei der Diagonale Premiere.

## Inhalt

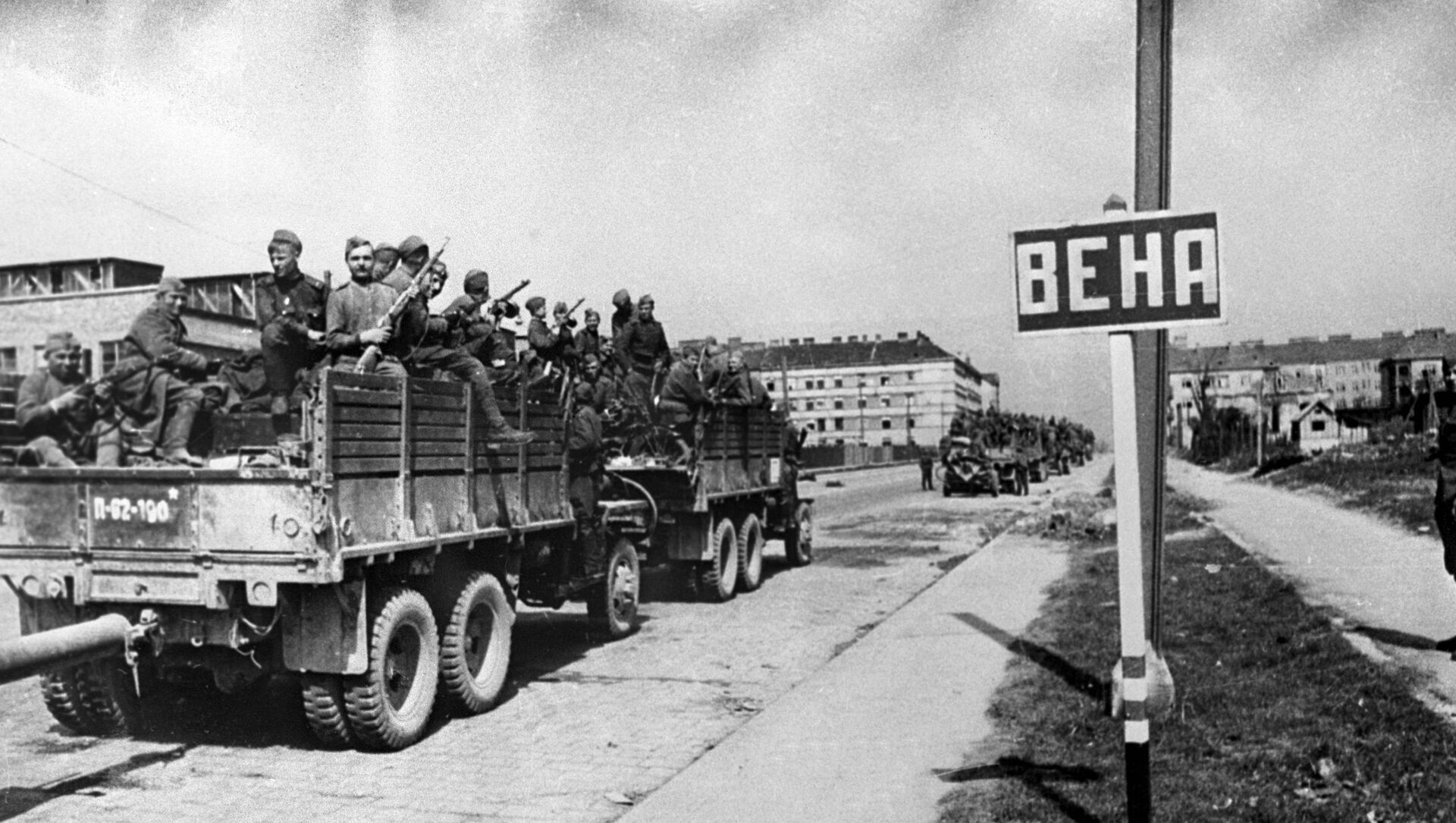
Sowjetische Soldaten an der Wiener Stadtgrenze, 1945

Im Roman erzählt die acht- bis neunjährige Christine, wie sie das Ende des Zweiten Weltkrieges und die Nachkriegszeit erlebt. Das Buch ist in der Ich-Perspektive geschrieben (homodiegetische und intradiegetische Erzählinstanz) und enthält innere Monologe.
Christines Vater kämpft in der Wehrmacht, wird schwer verwundet und flieht als Deserteur. Er kehrt zu seiner Familie zurück, die in einer Villa in Neuwaldegg lebt, weil ihr altes Haus im Wiener Stadtteil Hernals bei der Bombardierung Wiens durch die Alliierten zerstört wurde. Christine lebt dort mit ihrer älteren Schwester und ihrer Mutter in Gemeinschaft mit der Schwiegertochter der Villenbesitzerin Frau von Braun und ihren beiden Kindern Gerald und Hildegard. Christines Großeltern wohnen während des gesamten Romans in ihrer alten Wohnung, die Christine als „Puppenhaus“ bezeichnet, da das Haus, in dem sich die Wohnung befindet, bombardiert wurde und so die meisten Räume von außen einsehbar sind.
Fast alle Menschen in ihrer Siedlung, auch die nationalsozialistisch gesinnte Villenbesitzerin, sind nach Westen geflohen, da die sowjetische Rote Armee immer weiter vorrückt. Als die „Russen“ einmarschieren, wird die Uniform des Vaters verbrannt. Dieser versteckt sich im Keller, um in Sicherheit zu gelangen. Die russischen Soldaten fragen nach deutschen Soldaten, aber die Familienmitglieder und Frau von Braun leugnen, dass sich der Vater hier versteckt hält. Die Russen halten Frau von Brauns Sohn Gerald wegen seiner blonden Haare für einen Deutschen (Germanski), bestrafen ihn aber nicht.
Später lebt der Vater öffentlich in der Villa, denn „ich kann mich nicht ewig vor den Russen verstecken“. Diese glauben ihm, dass er nie ein deutscher Soldat war, denn er hat durch die Granatsplitter große Beulen am ganzen Bein und kann nur noch humpeln.
Christine freundet sich derweil mit dem russischen Feldkoch Cohn an, einem Schneider aus Leningrad. Als dieser ihr hilft, von zu Hause davonzulaufen, damit sie ihre in Wien zurückgebliebenen Großeltern besuchen kann, kommt es zu einer Verwechslung und seiner Gefangennahme als vermeintlicher russischer Deserteur.
Am Ende des Buches rückt die sowjetische Kampftruppe ab, der Tross kommt, doch anders als befürchtet, nimmt sich dieser weder Lebensmittel noch die Villen der Bewohner. Außerdem wird die Familie mit einer vom Vater gebrachten Kutsche wieder nach Wien gebracht, wo sie, wie vor dem Einzug der Roten Armee, wohnen werden. Cohn taucht nicht mehr auf.

## Kritik
Der Roman verdeutlicht das Dilemma der Erziehung in einer Zeit des Umbruchs und Wertewandels und die Kindheit einer Generation, die durch den Zweiten Weltkrieg und die Abwesenheit des Vaters geprägt wurde. Das Tübinger Institut für Friedenspädagogik lobt das Buch: „Der Grundton der Geschichte schwankt zwischen Tragik und Komik. Die freundschaftliche Beziehung des Mädchens mit dem Soldaten steht als Symbol der Menschlichkeit in einer unmenschlichen Zeit.“

## Auszeichnungen
- 1974: Deutscher Jugendliteraturpreis – Auswahlliste –
- 1982: Zilveren Griffel (niederländische Ausgabe: Het huis in Niemandsland)[1]

## Ausgaben
- Maikäfer, flieg! Mein Vater, das Kriegsende, Cohn und ich. Beltz & Gelberg Verlag, Weinheim und Basel 1973, ISBN 978-3-407-79633-2.
- Maikäfer flieg. Mein Vater, das Kriegsende, Cohn und ich. Beltz & Gelberg Verlag, Weinheim 1996, ISBN 3-407-78224-1.